# Marie-Louise Rönnmark
Marie-Louise Viktoria Rönnmark, född 12 mars 1954 i Umeå landsförsamling, är en svensk politiker (socialdemokrat). Hon var ordinarie riksdagsledamot 2 april – 30 september 2002 (även tjänstgörande ersättare i riksdagen 2002, 2016–2017, 2017 och 2017–2018) för Västerbottens läns valkrets. Rönnmark har varit kommunalråd i Umeå kommun och är sedan 2022 ordförande för Umeå kommunfullmäktige.

## Riksdagsledamot
Rönnmark var tjänstgörande ersättare i riksdagen för Lena Sandlin-Hedman 28 januari – 3 mars 2002. Rönnmark utsågs till ordinarie riksdagsledamot från och med 2 april 2002 sedan Rinaldo Karlsson avlidit och förblev riksdagsledamot fram till valet 2002. Efter en längre frånvaro från riksdagen återkom Rönnmark som tjänstgörande ersättare för Björn Wiechel (2016–2017) respektive Katarina  Köhler (2017 och 2017–2018).
I riksdagen var hon suppleant i skatteutskottet, socialförsäkringsutskottet och socialutskottet. Hon var även extra suppleant i finansutskottet, kulturutskottet, trafikutskottet och utrikesutskottet.